# Vautour à tête blanche
Trigonoceps occipitalis
Pour des articles plus généraux, voir Vautour et Accipitridae.
Genre
Espèce
Statut de conservation UICN

 CR A2bcd+3bcd+4bcd : 
En danger critique
Statut CITES
Le Vautour à tête blanche (Trigonoceps occipitalis) est une espèce de vautour de la famille des Accipitridae. C'est la seule espèce du genre Trigonoceps.

## Description et comportement

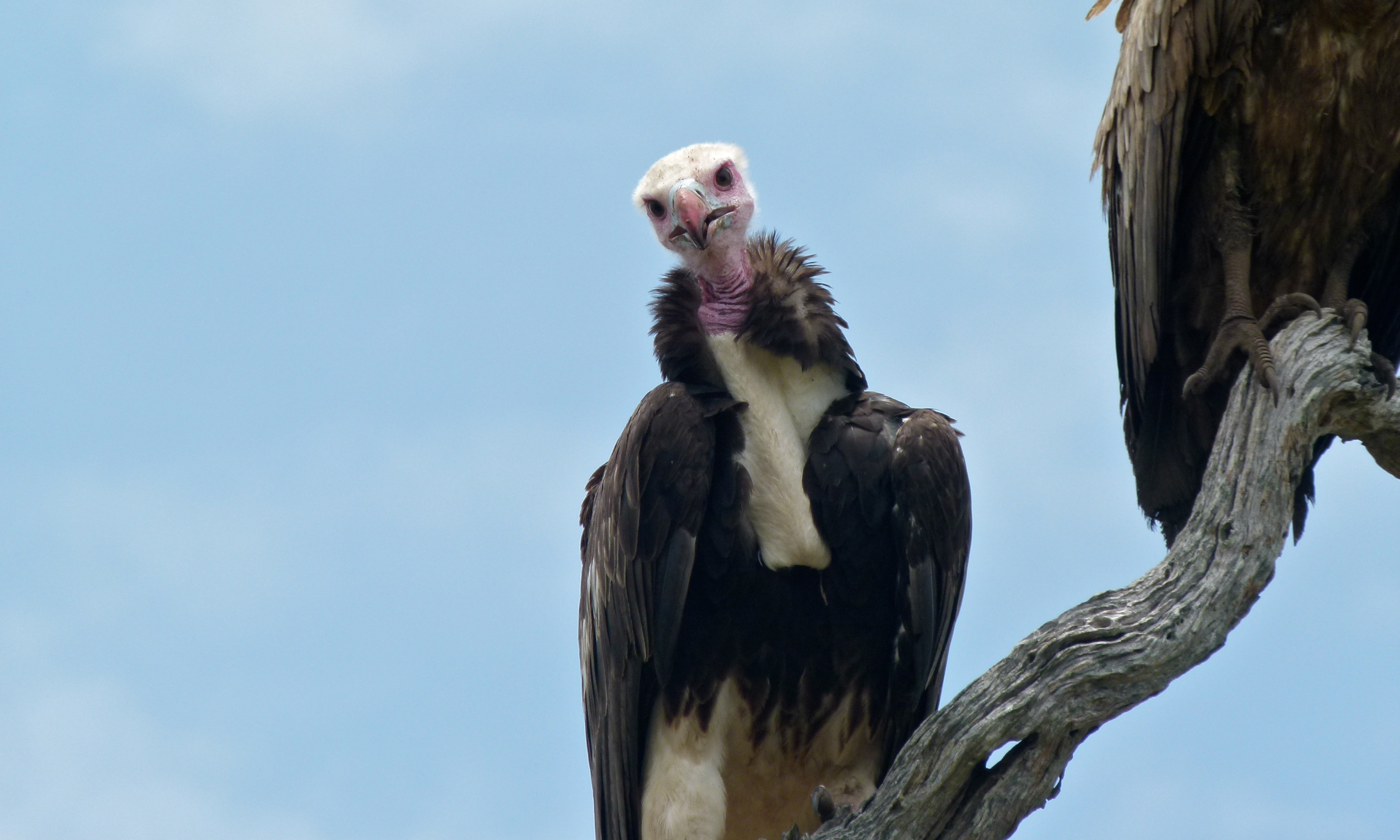
Vautour à tête blanche (Parc national Kruger, Afrique du Sud)

Il est endémique à l'Afrique. Il a un bec rose, une crête blanche et les zones sans plumes sur la tête sont pâles. Les parties supérieures sont brun foncé et les plumes de la queue noires. Les plumes du dessous et les pattes sont blanches. Il passe beaucoup de temps à la recherche de nourriture. Il perche dans de grands arbres près de l'eau pendant la nuit.
Il s'agit d'un vautour de taille moyenne, 72 à 85 cm de longueur et 207 à 230 cm d'envergure. Les femelles pèsent plus que les mâles (4.7 kg pour les femelles contre 4 kg pour les mâles).

## Conservation
Encore plus rare que l'on ne le croyait auparavant, son état de conservation a été changé de Préoccupation mineure à Vulnérable dans la Liste Rouge de l'UICN 2007, puis à En critique danger d'extinction en 2015.

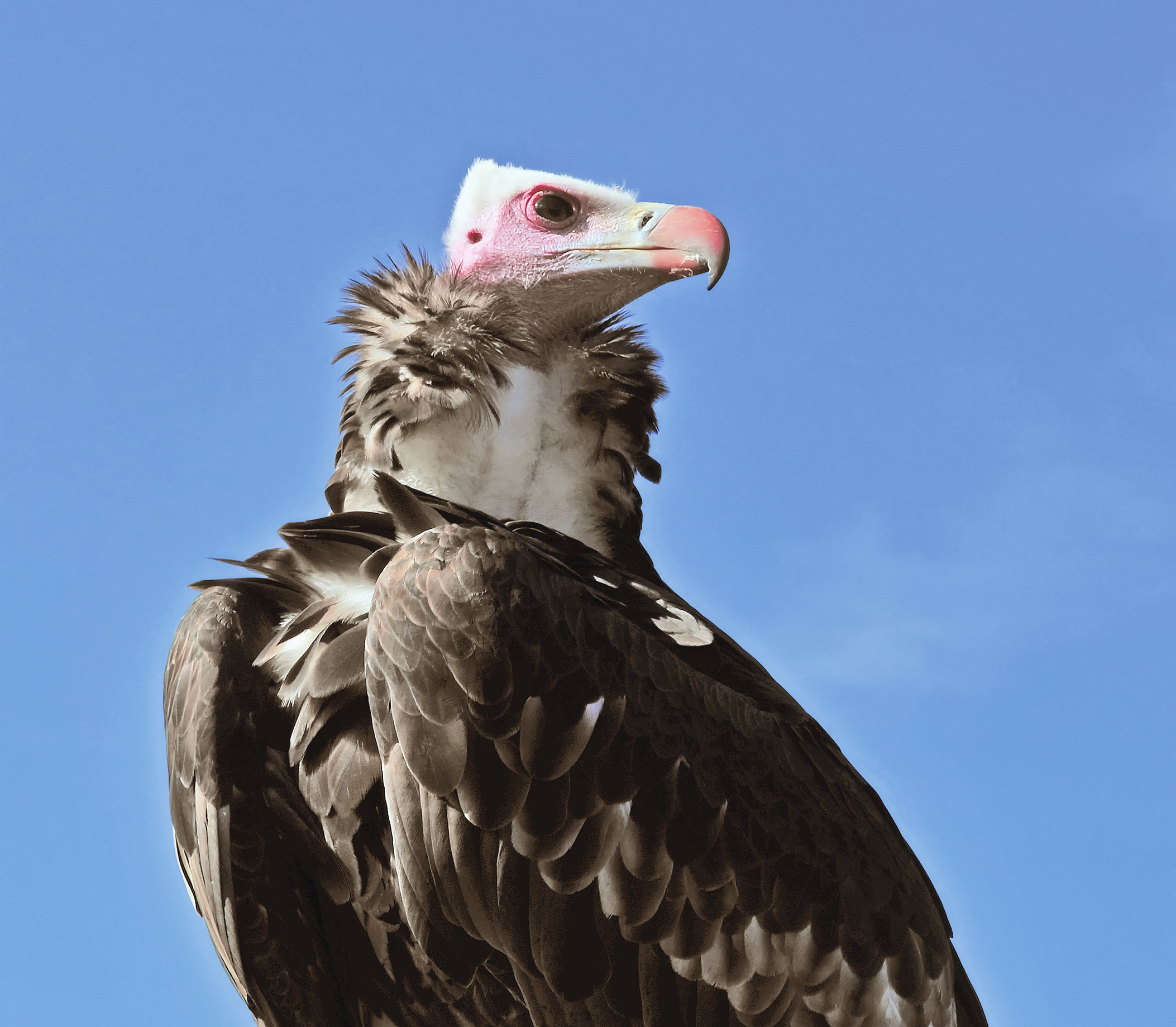
À Adlerwarte Berlebeck (Allemagne)
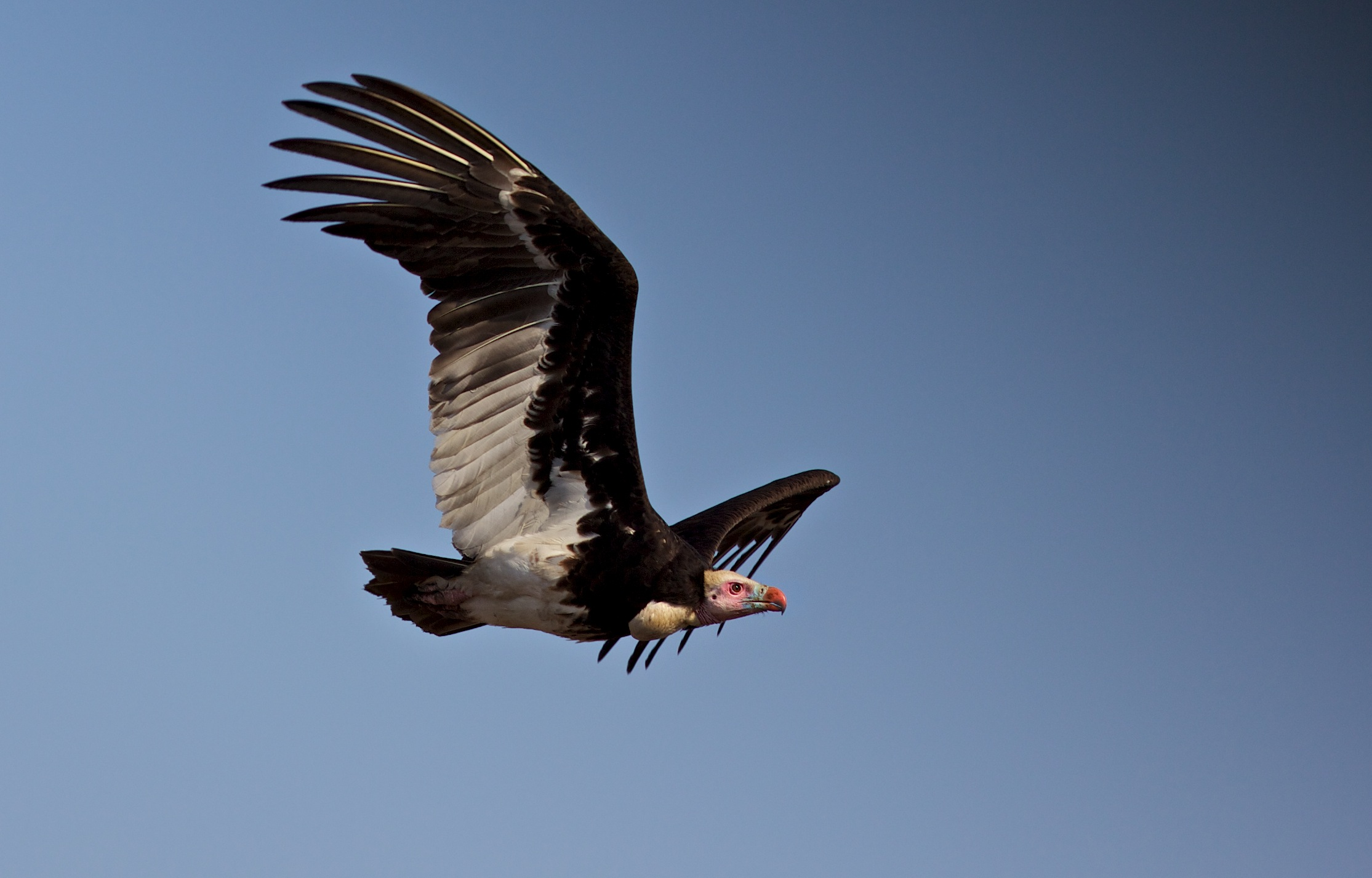
Vol au-dessus du Kruger National Park (Afrique du Sud)
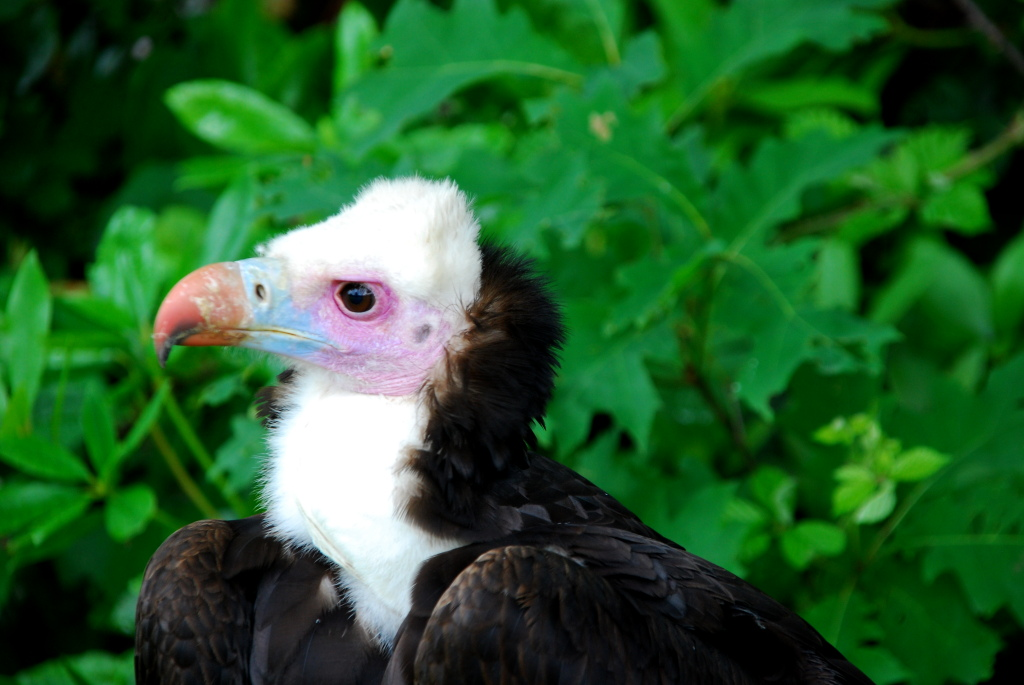
À Kasteeltuinen Arcen (Pays-Bas)
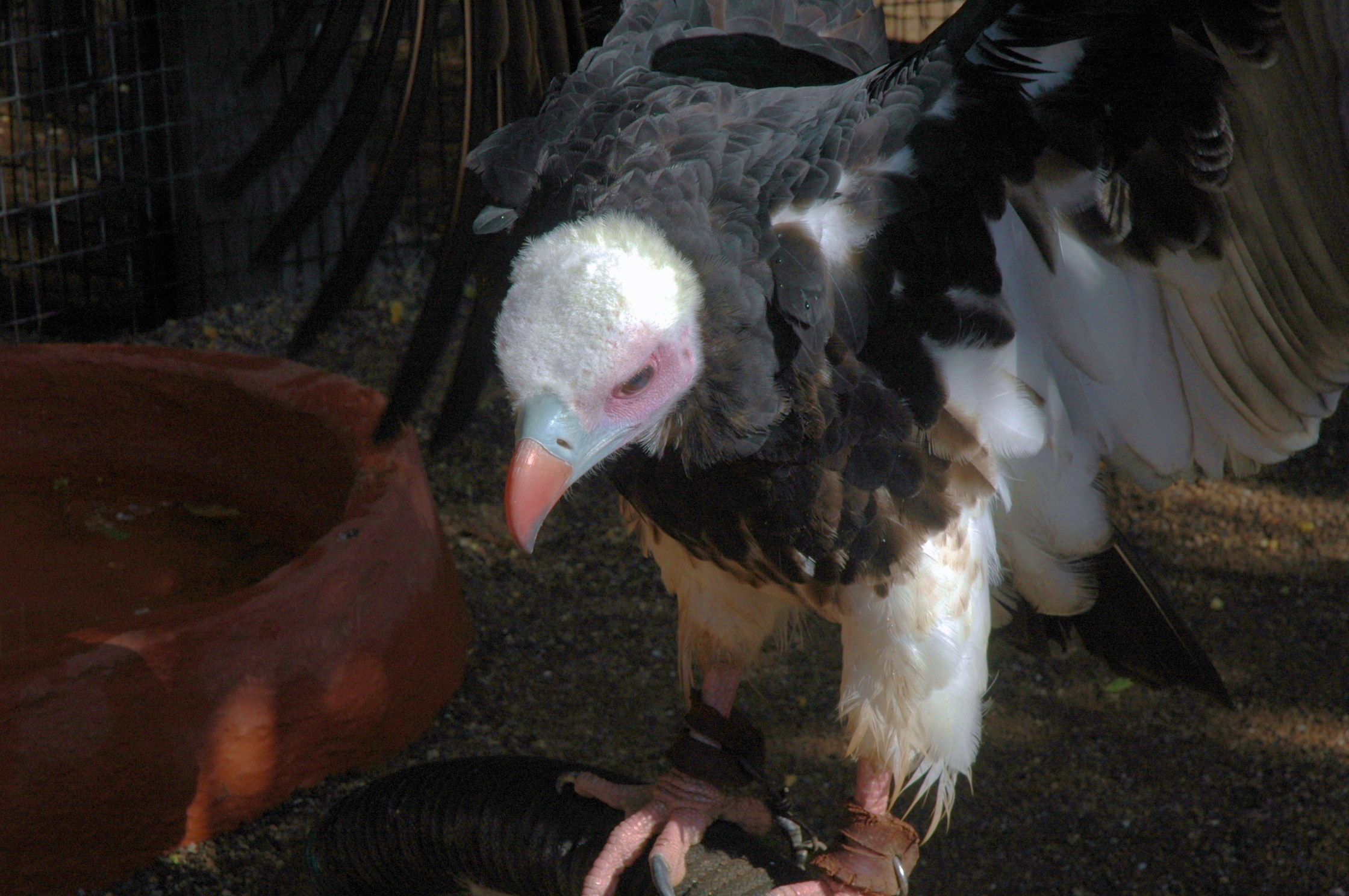
Au Las Aguilas Jungle Park, Tenerife (Espagne)
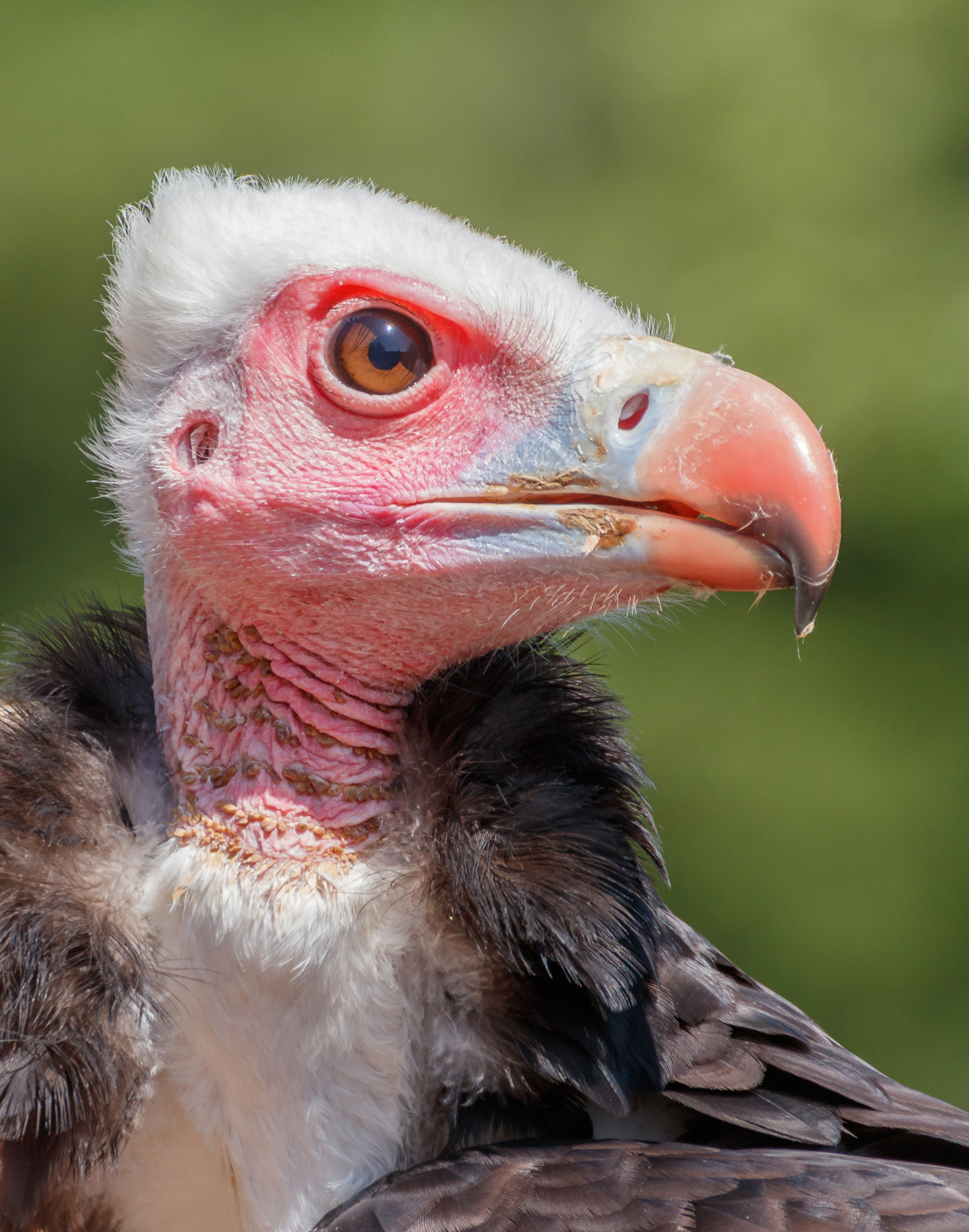
Vautour à tête blanche au Vogelpark Steinen (de), Allemagne. Juillet 2023.